# 残酷
| ウィキペディアには「残酷」という見出しの百科事典記事はありません（タイトルに「残酷」を含むページの一覧/「残酷」で始まるページの一覧）。 代わりにウィクショナリーのページ「残酷」が役に立つかもしれません。 |